# في قلب العاصفة
في قلب العاصفة: سنواتي في وكالة المخابرات المركزية هي مذكرات شارك في كتابتها المدير السابق لوكالة المخابرات المركزية جورج تينيت مع بيل هارلو، مدير الشؤون العامة السابق في وكالة المخابرات المركزية. صدر الكتاب في 30 أبريل 2007 ويلخص نسخة تينيت من أحداث 11 سبتمبر، والحرب على الإرهاب، وحرب 2001 في أفغانستان، والفترة التي سبقت حرب العراق 2003، والاستجواب القاسي وأحداث أخرى.

## مقابلة مدتها 60 دقيقة
في 29 أبريل 2007، تمت مقابلة تينيت حول مذكراته في برنامج 60 دقيقة [الإنجليزية]. ولخص تينيت مضمون كتابه بما يتضمنه من ادعاءات تتعارض مع مواقف إدارة جورج بوش.

## مذكرات ذات صلة
- رحلة بقلم توني بلير
- نقاط القرار بقلم جورج دبليو بوش

## روابط خارجية
- مقتطف من مقابلة مدتها 60 دقيقة مع جورج تينيت على موقع يوتيوب

تعليقات ومراجعات
- Bloomberg. "Tenet Attacks Woodward's 'Slam Dunk' Story, Lets Bush Off Hook". مؤرشف من الأصل في 2022-05-10. اطلع عليه بتاريخ 2007-05-02.
- MSNBC. "Tenet claims CIA was a scapegoat for war". مؤرشف من الأصل في 2020-02-11. اطلع عليه بتاريخ 2007-04-30.
- ABC News. "Former CIA Director Breaks Ranks With Bush, Rattles Washington". مؤرشف من الأصل في 2021-01-23. اطلع عليه بتاريخ 2007-04-30.
- The New York Times (28 أبريل 2007). "An Ex-C.I.A. Chief on Iraq and the Slam Dunk That Wasn't". The New York Times. اطلع عليه بتاريخ 2007-04-28.
- BBC News (27 أبريل 2007). "Ex-CIA chief pens critical memoir". مؤرشف من الأصل في 2023-12-28. اطلع عليه بتاريخ 2007-04-27.
- "Ex-CIA chief says 'slam dunk' Iraq quote misused". Reuters. مؤرشف من الأصل في 2019-12-18. اطلع عليه بتاريخ 2007-04-26.